# أركماني
أركماني هو أحد ملوك كوش القلائل الذين ذكرهم بالاسم المؤرخون الإغريق كما عاصر ملك مصر بطليموس الثاني في الفترة (285- 246 ق.م.).

## قبل التتويج
قبل أن يصبح أركماني ملكاً كان لكهنة آمون السلطة المطلقة في إقصاء الملوك. كل ما عليهم أن يفعلوه إذا ما اختلفوا مع الملك، أو بدا لهم أنه لا يستجيب لسلطتهم هو بعث رسالة إلى الملك يأمرونه فيها بالانتحار. وكانت تلك الرسائل تكتب بتوقيع الإله.

## خلافه مع المعبد
احتدم الخلاف بين الملك اركماني وكهنة المعبد، فتسلم الملك اركماني رسالة من كهنة المبعد مفادها بان عليه الانتحار فقرر الملك الزحف المعبد وقتل جميع الكهنة
حين قضى أركماني على الخرافة، فإنه أسس لحقبة جديدة من مملكة كوش في بلاد النوبة (حضارة مروي) وكان أول من شيد هرم في مروي

## عصر التنوير في عهده
وفي عهده، وبعد أن تخلص من سلطة الخرافة المستندة على الدين، وتحرر من قيد الجهل والظلام، بدأ عصر التنوير في فترة حكمه، فعلى سبيل المثال، بدأ السودانيون في تطوير أساليبهم الفنية والمعمارية الخاصة والتي كانت تختلف عن الأساليب المصرية. واخترعوا الكتابة المروية والتي حلت محل المصرية في تلك الفترة.[بحاجة لمصدر]